# Céline Tellier
Céline Michèle Pascale Ghislaine Tellier (Etterbeek, 8 april 1984) is een Belgisch politica voor Ecolo.

## Levensloop
Tellier behaalde in 2006 het diploma van licentiate in de sociale wetenschappen, optie sociologie en antropologie aan de ULB en werd aan dezelfde universiteit in 2012 doctor in de politieke en sociale wetenschappen.
Van 2006 tot 2010 werkte ze aan de ULB als onderzoekster-promovenda bij het onderzoekscentrum METICES. Vervolgens was ze van 2010 tot 2017 opdrachthouder Mobiliteit en expert Mobiliteitsbeleid bij Inter-Environnement Wallonie, de koepelorganisatie van Franstalige milieu- en natuurverenigingen, waar Tellier van 2013 tot 2017 eveneens coördinatrice van de cel Mobiliteit, Ruimtelijke Ordening en Energie was. Tegelijkertijd was ze van 2014 tot 2017 projectverantwoordelijke bij  het Centre de Compétences Trafic Régional Rieder in Zwitserland, waar ze een studie rond spoorvervoer tussen Frankrijk en Zwitserland realiseerde. Van mei 2017 tot april 2019 oefende ze bij Inter-Environnement Wallonie het mandaat van adjunct-secretaris-generaal uit. Vervolgens was ze van april tot september 2019 secretaris-generaal van deze koepelorganisatie.
Op 13 september 2019 werd Tellier door Ecolo voorgedragen als minister van Leefmilieu, Natuur, Dierenwelzijn en Rurale Renovatie in de Waalse Regering. Tellier oefende deze functie uit tot en met 15 juli 2024.
Als Waals minister werd Tellier in 2021 geconfronteerd met het schandaal rond PFAS-verontreiniging via drinkwater in en rond Chièvres. In het Waals Parlement beweerde ze dat er geen sprake was van gevaar voor de volksgezondheid, maar in januari 2022 ontving een medewerker van haar kabinet een e-mail waaruit bleek dat het drinkwater in en rond Chièvres 100 nanogram per liter bevatte, waarmee de Europese normen die vanaf 2026 gelden werden overschreden, en er een mogelijk gevaar voor de volksgezondheid was. Hiermee werd echter niets gedaan. Tellier kwam hierdoor in november 2023 onder vuur te liggen, maar ze beweerde dat de mail enkel door een medewerker was behandeld en niet hogerop in het kabinet was geraakt. De medewerker werd ontslagen, maar Tellier kon minister blijven.
Bij de Waalse verkiezingen van 9 juni 2024 werd Tellier voor het arrondissement Nijvel verkozen in het Waals Parlement en het Parlement van de Franse Gemeenschap.